# Gustaaf Buffel
Gustaaf Buffel (Lo, 2 september 1886 - Kessel-Lo, 1972) was een Belgisch realistisch landschapschilder.

## Levensloop
Gustaaf Buffel was een leerling van Flori Van Acker en Georges De Sloovere in Brugge. Hij schilderde landschappen, duinen en marines in realistische stijl. Tot 1941 woonde hij in Nieuwpoort, Marktstraat 42, waar hij een winkel van schildersbenodigdheden uitbaatte. Daarna verhuisde hij naar Kessel-Lo. Tijdens de Eerste Wereldoorlog woonde hij in Engeland, in het plaatsje Cockermouth. Daar werkte hij in een munitiefabriek. 
Hij was lid van de Fédération Nationale des Artistes-peintres et Sculpteurs de Belgique/Nationaal Verbond van Kunstschilders en Beeldhouwers van België. Hij illustreerde “Caïns Zonde”, een roman van Edward Vermeulen, uitgegeven door het Davidsfonds.

## Tentoonstellingen
- 1974, Nieuwpoort, Vismijn
- 2013, Nieuwpoort, Stadshalle
- 2016, hasselt

## Musea
- Diksmuide, IJzertoren (verzameling IJzerbedevaartcomité)
- Koksijde, Abdijmuseum Ten Duinen: Portret van Karel Loppens
- Nieuwpoort, Stedelijke verzameling
- Verzameling van de Belgische Staat